# Sacrificium
Sacrificium ist eine Death-Metal-Band aus Deutschland. Musikalisch bedient die Band neben dem klassischen Death Metal auch abschnittsweise melodischere Passagen, während die Texte ihre persönlichen Erfahrungen und Meinungen als Christen wiedergeben. Die Band wird als erste christliche Death-Metal-Band in Europa gehandelt.

## Geschichte
Die Wurzeln der Band liegen in der Band „Hardway“ mit Sebastian Wagner und Oliver Tesch. Musikalisch produzierte man Pop-Rock-Musik. Als 1991 Markus Hauth als Gastmusiker an den Drums einstieg, wurde aus Pop/Rock dann Hardrock. Als Hardway wurde 1992 u. a. eine Tour nach Amsterdam, Holland durchgeführt. Dort trat man u. a. in dem Boot des STEIGER 14 hinter dem Amsterdamer Hauptbahnhof auf. Aus Hardway wurde dann im Jahr 1993 „Corpus Christi“ und die Musikrichtung in Thrash-Metal-Band gewechselt. Danach setzte eine Entwicklung in Richtung Death Metal ein und kurz nach einem Anfang 1994 aufgenommenen Demo wurde der Bandname in „Sacrificium“ geändert.
Nach einigen Besetzungswechseln erschienen 1996 und 1998 zwei Demos. Die Band stagnierte und im Jahr 2000 stieg Sängers Roman Wagner aus. Live-Auftritte gespielt, so z. B. mit Extol oder My Darkest Hate wurden mit Notbesetzungen gespielt, bis schließlich der zweite Gitarrist Claudio Enzler den Gesang und Growling übernahm. Für die vakant gewordene Stelle am Bass sprang Ulrike Uhlmann ein.
2002 brachte das Label Whirlwind Records das Debüt-Album Cold Black Piece of Flesh heraus, worauf eine Tour mit der Band „brain[faq]“ folgte. Das zweite Album Escaping the Stupor  erschien 2005 beim griechischen Label Black Lotus Records. Danach spielte die Band mit Dismember, Unleashed, Hatesphere, The Black Dahlia Murder, God Dethroned, Entombed oder Eluveitie u. a.
2013 verließ Gitarrist Oliver Tesch die Band und wurde durch Wolfgang Nillies ersetzt. Im November 2013 wurde Prey for your gods über das deutsche Label Whirlwind Records veröffentlicht und erhielt gute Kritiken. Ein weiterer Besetzungswechsel brachte Fred Berger als Gitarristen in die Band.
2019 veröffentlichte die Band eine EP Avowal of the Centurion über das Norwegische Kult Label Nordic Mission.
Im Jahr 2021 unterschrieb die Band einen Vertrag mit Vision of God Records, die alle bisherigen ausverkauften Platten mit weiterem unveröffentlichten Material als Neuauflage in neuem Design auf den Markt bringt.
Im Dezember 2021 verließ Thorsten Brand die Band und die Position am Schlagzeug wurde mit Martin Epp neu besetzt.
2023 wurde das Album OBLIVION veröffentlicht, welches erneut durch die Norweger Nordic Mission Records veröffentlicht wurde.

## Diskografie
- 1993: Tape Demo 1993
- 1996: CD  Demo 1996
- 1998: Tape Mortal fear
- 2002: CD Cold Black Piece of Flesh
- 2005: CD Escaping the Stupor
- 2013: CD Prey for Your Gods
- 2019: CD Avowal of the Centurion EP
- 2021: Reissue alller CDs1996-2014
- 2023: CD Oblivion
- 2025: Single Laid to unrest